# My Kind of Country
My Kind of Country é uma série de televisão americana de competição de música country que apresenta concorrentes internacionais. Foi criada por Reese Witherspoon e Kacey Musgraves. My Kind of Country foi ao ar na Apple TV + em 24 de março de 2023.
O show é julgado pelos músicos country Mickey Guyton, Jimmie Allen, e Orville Peck. Cada jurado escolhe quatro artistas country de todo o mundo para se juntarem à sua equipe, orientam suas equipes de artistas selecionados através de vários workshops e decidem quais músicos avançam para as próximas rodadas e quais são eliminados.
Micaela Kleinsmith da, África do Sul, foi a primeira vencedora do programa. Como prêmio, ela recebeu US$ 100 mil e uma extensa propaganda da Apple Music.

## Concorrentes

### Primeira Temporada
| Nome               | Treinador     | Origem                        | Músicas | Resultado                | Ref    |
| ------------------ | ------------- | ----------------------------- | --- | ------------------------ | ------ |
| Micaela Kleinsmith | Orville Peck  | Cidade do Cabo, África do Sul | “Need You Now” – Lady A Somebody That I Used to Know - Gotye “Good Kisser” – Lake Street Dive “Butterfly” – Micaela Kleinsmith | Ganhadora                | [ 9 ]  |
| Chuck Adams        | Mickey Guyton | Nashville, Tennessee          | “Golden” – Harry Styles “The Weight” – The Band “Colde Wather” – Zac Brown Band “Take Me As I Am” – Chuck Adams                | Finalista                | [ 10 ] |
| Dhruv Visvanath    | Jimmy Allen   | Nova Deli, India              | “Neon Moon” – Brooks & Dunn, “Bad Guy” – Billie Eilish                                                                         | Finalista                | [ 11 ] |
| Ale Aguirre        | Jimmy Allen   | Chihuahua, México             | “Neon Moon” – Brooks & Dunn “Stitches” – Shawn Mendes “Distancia” – Ale Aguirre                                                | Finalista                | [ 12 ] |
| Wandile            | Mickey Guyton | Joanesburgo, África do Sul    | “Just the Two of Us” – Bill Withers “Circles” – Post Malone “Our Lives Matter” – Wandile “So High” – John Legend               | Eliminado no episódio 7  | [ 13 ] |
| The Betsies        | Mickey Guyton | Cidade do Cabo, África do Sul | “Keep Your Heart Young” – Brandi Carlile “The Weight” – The Band “Drinking Your Kind” – The Betsies                            | Eliminadas no episódio 6 | [ 14 ] |
| Congo Cowboys      | Orville Peck  | Cidade do Cabo, África do Sul | “Jolene” – Dolly Parton “Youngblood” – 5 Seconds of Summer                                                                     | Eliminados no episódio 6 | [ 15 ] |
| Justin Serrao      | Jimmy Allen   | Joanesburgo, África do Sul    | “Wild World” – Cat Stevens "Somebody That I Used To Know” - Gotye                                                              | Eliminado no Episódio 5  | [ 16 ] |
| Camille Parker     | Jimmy Allen   | Durham, Carolina do Norte     | “Space Cowboy” – Kacey Musgraves “Youngblood” – 5 Seconds of Summer                                                            | Eliminada no episódio 5  | [ 17 ] |
| Alisha Pais        | Orville Peck  | Goa, Índia                    | “Glitter in the Air” – P!nk “Circles” – Post Malone                                                                            | Eliminada no episódio 5  | [ 18 ] |
| Ismay Hellman      | Orville Peck  | Petaluma, Califórnia          | “Linger” – The Cranberries | Eliminado no episódio 3  | [ 19 ] |
| Ashlie Amber       | Mickey Guyton | Nashville, Tennessee          | “Crazy for You” – Madonna | Eliminada no episódio 2  | [ 20 ] |